# Abri de Katarinaberget
L'abri de Katarinaberget (suédois : Katarinabergets skyddsrum) est un abri antiatomique situé sous la colline Katarina (suédois : Katarinaberget) dans le quartier Södermalm du centre de Stockholm en Suède.

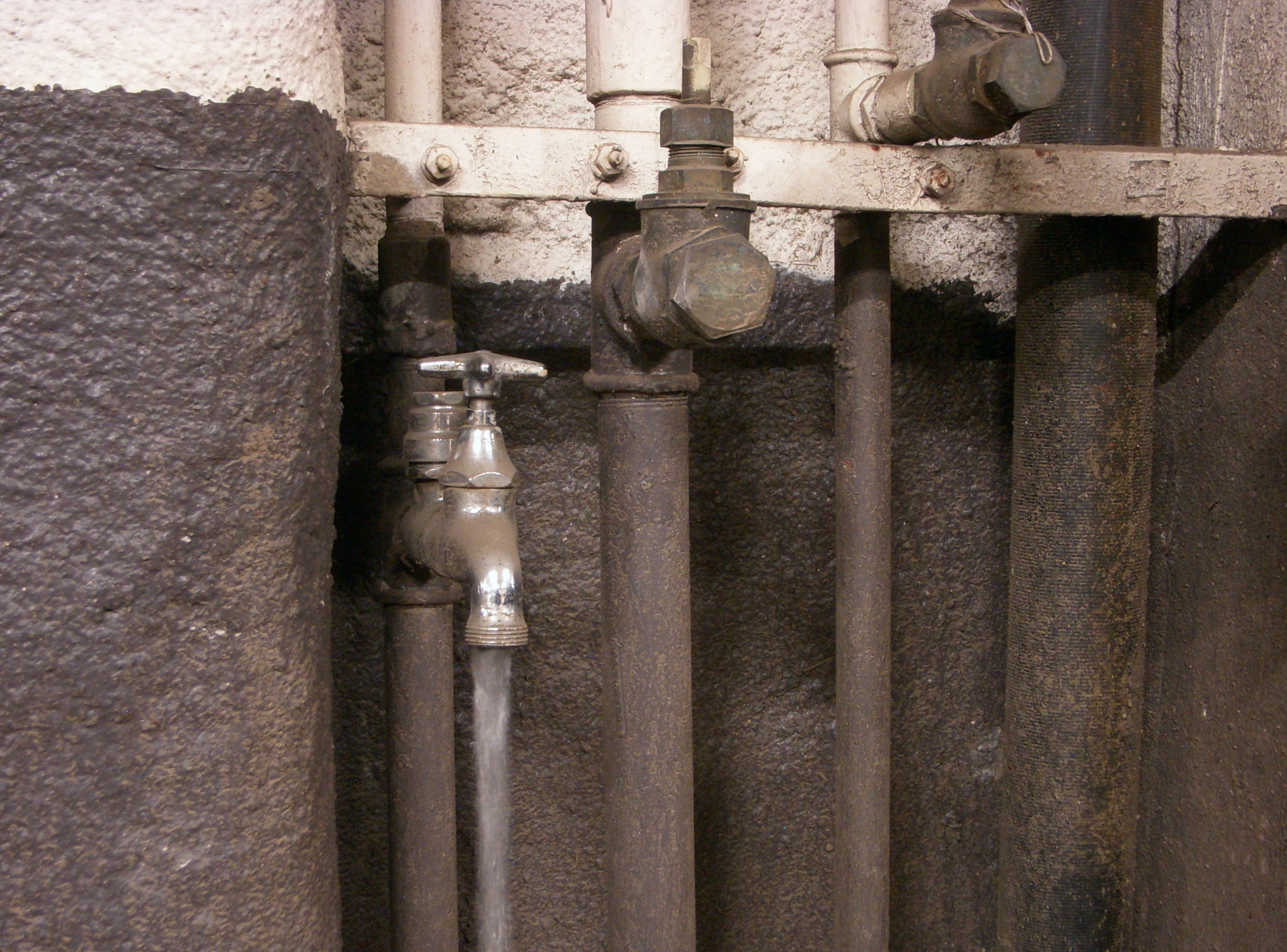
Eau potable.
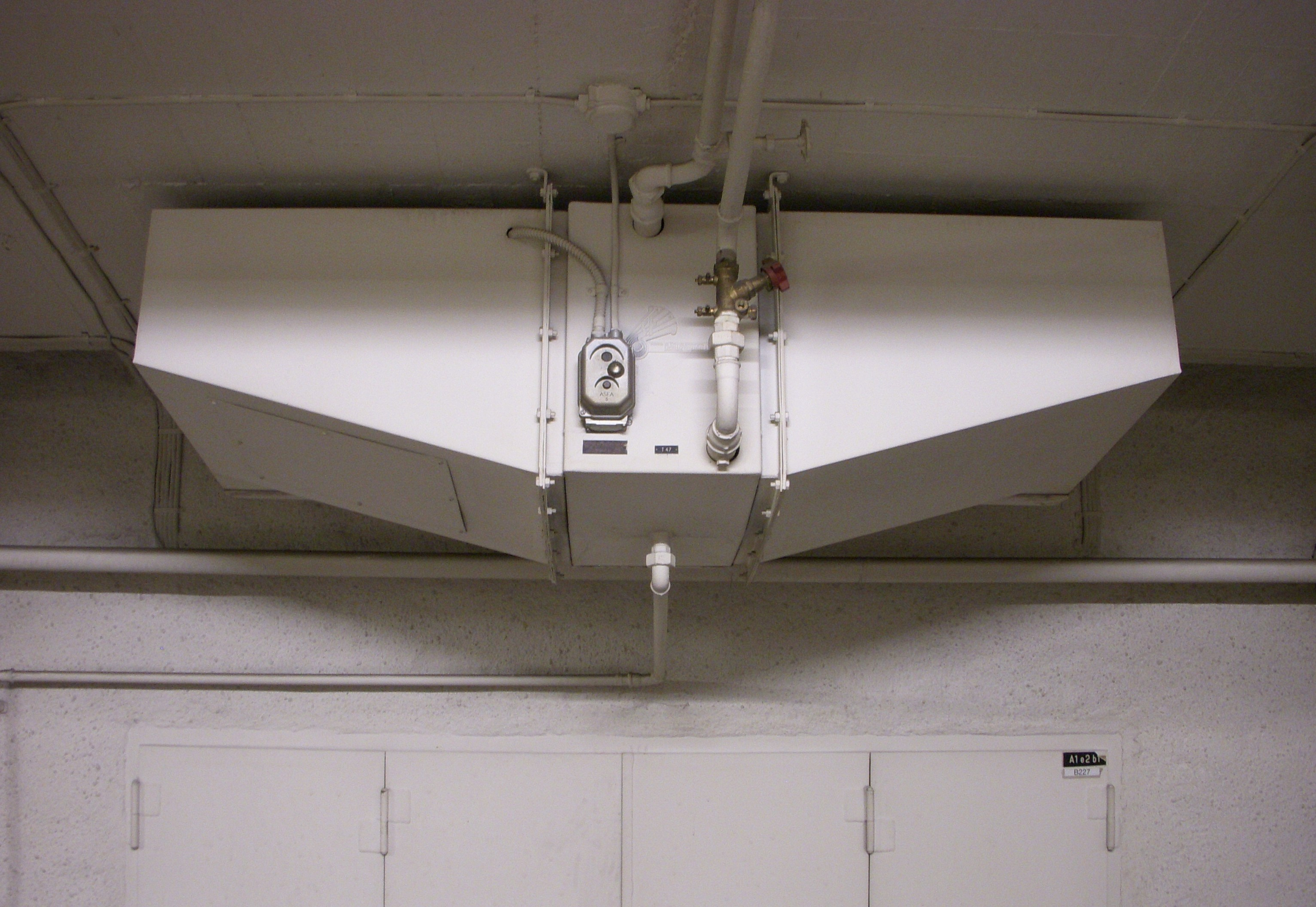
Climatiseur.
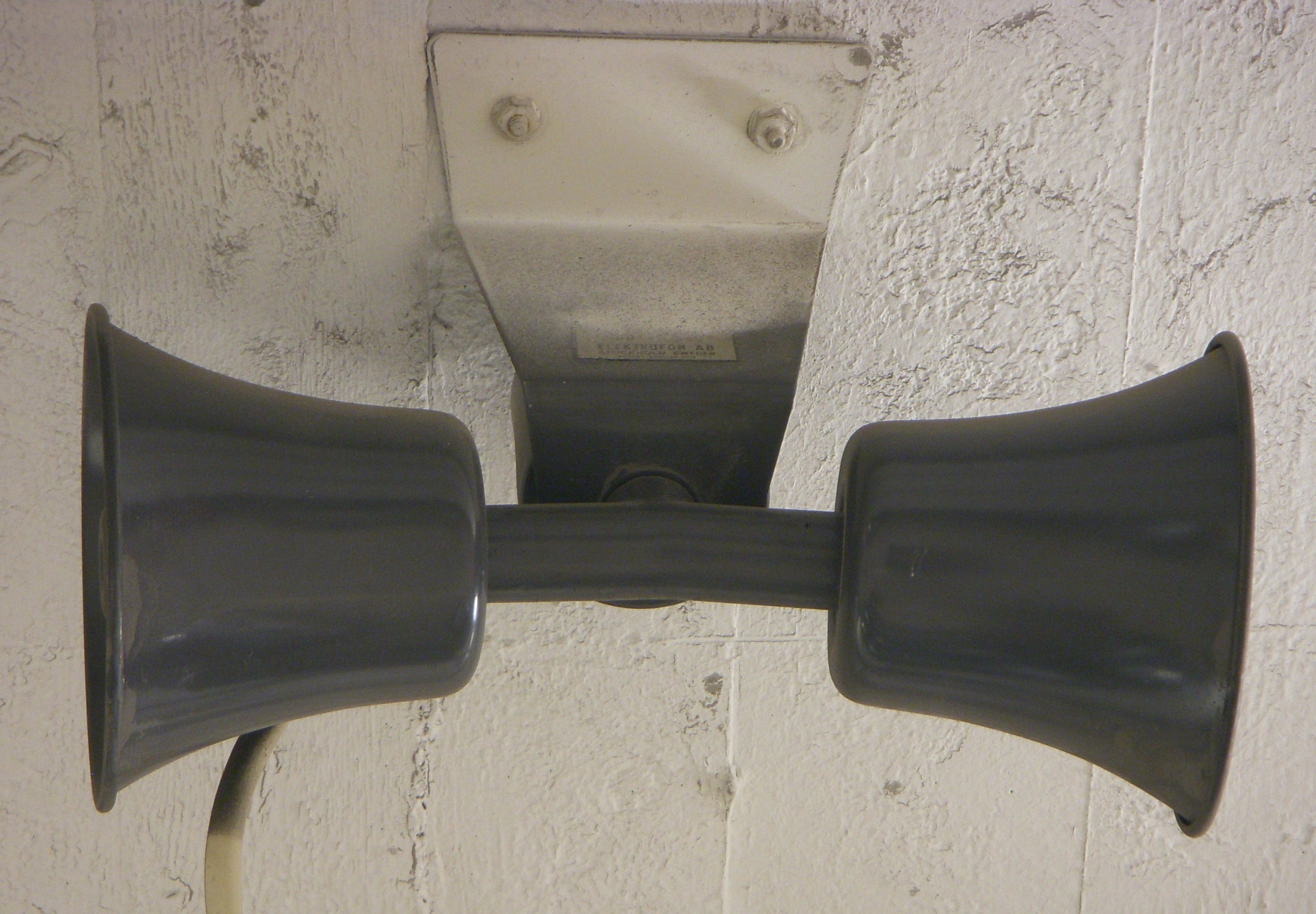
Haut-parleurs.
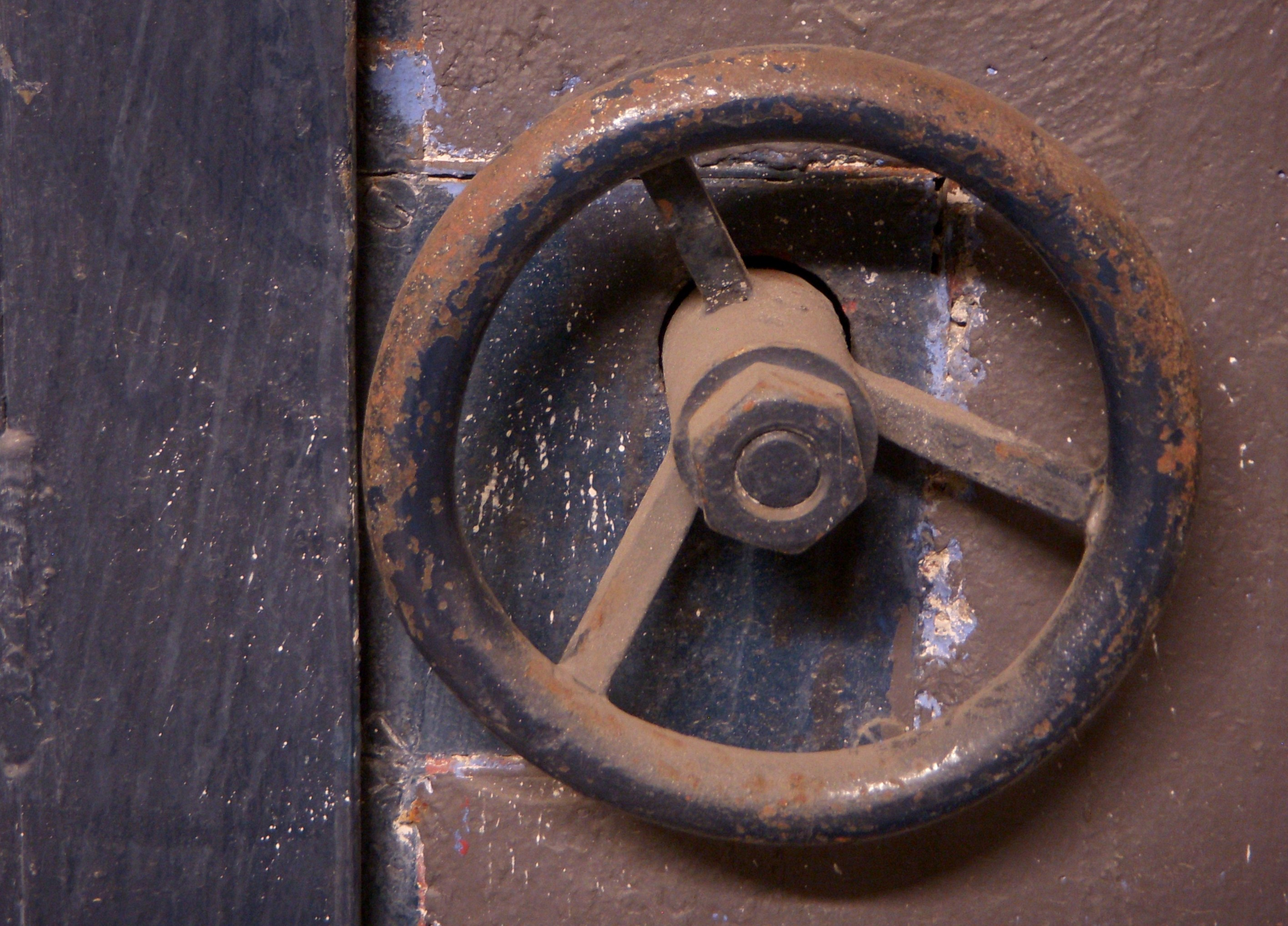
Volant.

Susceptible d'accueillir jusqu'à 20 000 personnes, c'est le plus grand des abris antiatomiques de Stockholm destinés à la population civile. Construit entre 1952 et 1957, c'est aussi lors de son inauguration le plus grand abri antiatomique du monde.
En temps de paix, il est utilisé comme parking souterrain d'une capacité de 550 places, connu actuellement (2014) sous le nom de P-hus Slussen.

## Contexte

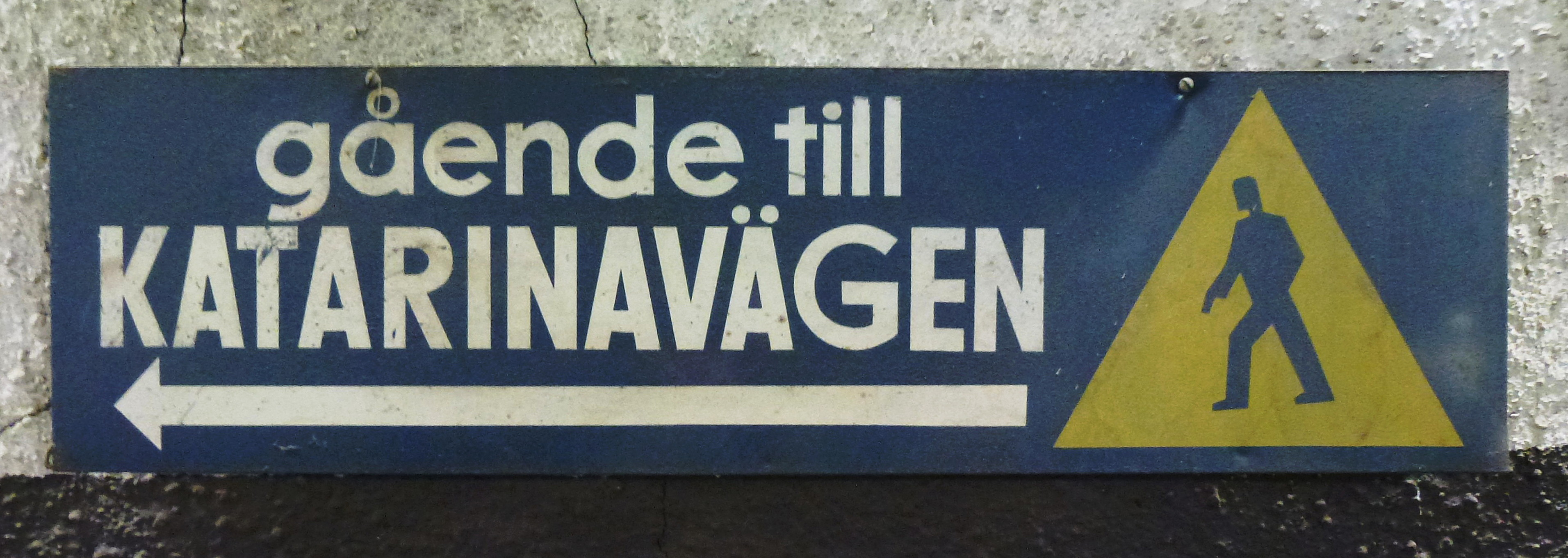
Un panneau indiquant la sortie.

Au temps de la guerre froide, le gouvernement suédois craint une attaque nucléaire contre le pays, et a du reste pour ambition la construction de sa propre bombe atomique. Or, il n'y a que peu d'abris antiatomiques à Stockholm. Dans le même temps, la capitale manque de places de stationnement pour accueillir un nombre toujours croissant de véhicules à moteur.
C'est ainsi que dans les années 1950 et 1960 voient le jour à Stockholm plusieurs grands abris antiatomiques destinés à la population civile, qui sont utilisés en temps de paix comme parkings souterrains. Il s'agit par exemple de l'abri de Klara (superficie 6 650 m2) et de l'abri de Johannes (superficie 7 400 m2). Avec ses 15 900 m2, l'abri de Katarinaberget est toutefois le plus grand de tous.
Des installations de taille plus modeste sont également créées, et ce sont en tout 14 500 abris qui voient le jour avant le début des années 1990, pour une capacité d'accueil totale d'environ 1,7 million de places. Chaque projet de construction ou de rénovation d'un immeuble s'accompagne d'une étude de la commune qui décide du nombre de places d'abri à y créer. Au centre-ville, où la pénurie est la plus forte, dix-huit stations de métro sont également aménagées pour pouvoir être rapidement transformées en centres d'accueil d'urgence.
À l'origine du projet de l'abri de Katarinaberget, on trouve la coopérative d'automobilistes IC (devenue depuis la chaîne de stations-services OKQ8, une filiale de Kuwait Petroleum Corporation) qui obtient l'autorisation de construire un parking sous la colline Katarina à condition qu'il puisse être, en cas de conflit, converti en abri antiatomique. La concession d'une durée de 35 ans accordée à IC par la ville de Stockholm a depuis été renouvelée.

## Construction

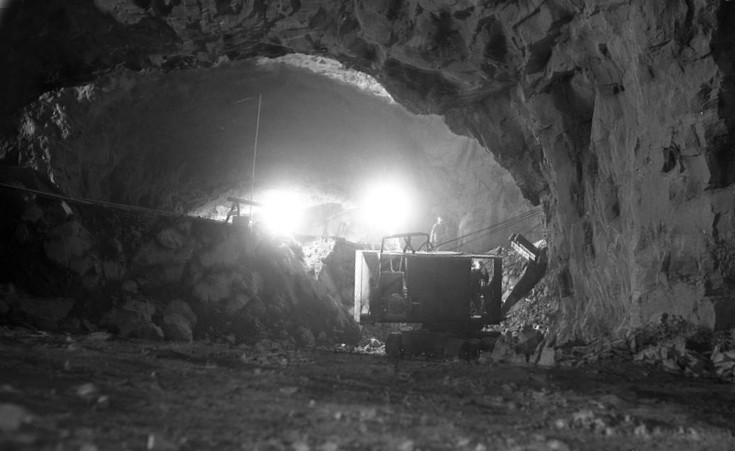
Les travaux de construction en septembre 1952.

Creusé dans la roche de la colline Katarina, dans le nord de l'ile de Södermalm, l'abri de Katarinaberget est composé pour l'essentiel d'un tunnel sur trois niveaux, qui s'étend selon un axe nord-sud sur une longueur totale d'environ 400 mètres. Les travaux commencent en 1952 avec le percement de deux galeries de part et d'autre de la masse rocheuse. La jonction est établie huit mois plus tard, mais il faut attendre 1957 pour que les travaux s'achèvent. Ce sont en tout 105 000 m3 de roche qui ont été extraits, et l'on a coulé 12 000 m3 de béton armé de 700 tonnes de barres d'acier.
Au moment de son inauguration, l'abri de Katarinaberget est le plus grand abri antiatomique du monde, comme le rapporte le quotidien Expressen dans un encart spécial le 14 janvier 1957. Le gigantesque chantier attire aussi l'attention des médias étrangers : il est évoqué par l'hebdomadaire américain Life en décembre 1955 dans un article intitulé Underground Sweden et dans un documentaire de la BBC en septembre 1959.

### Photographies historiques

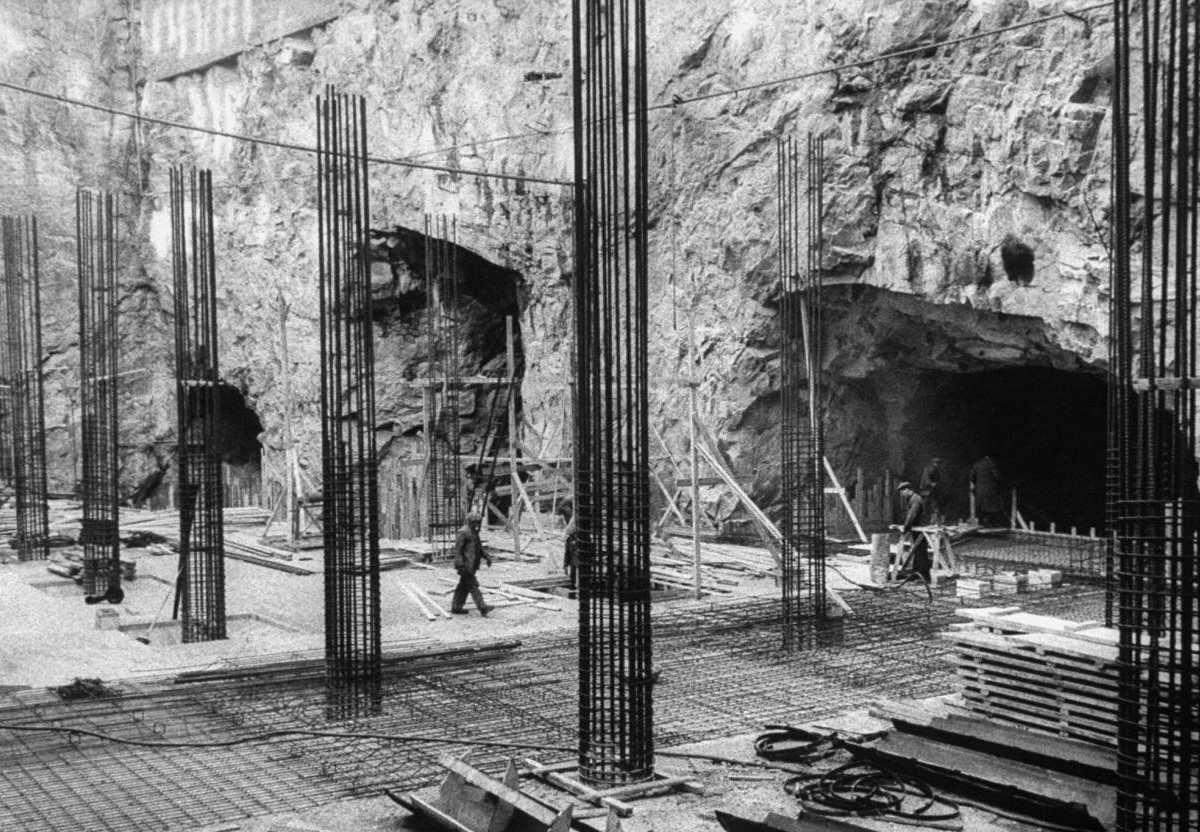
Construction de pylônes en béton armé (1955).
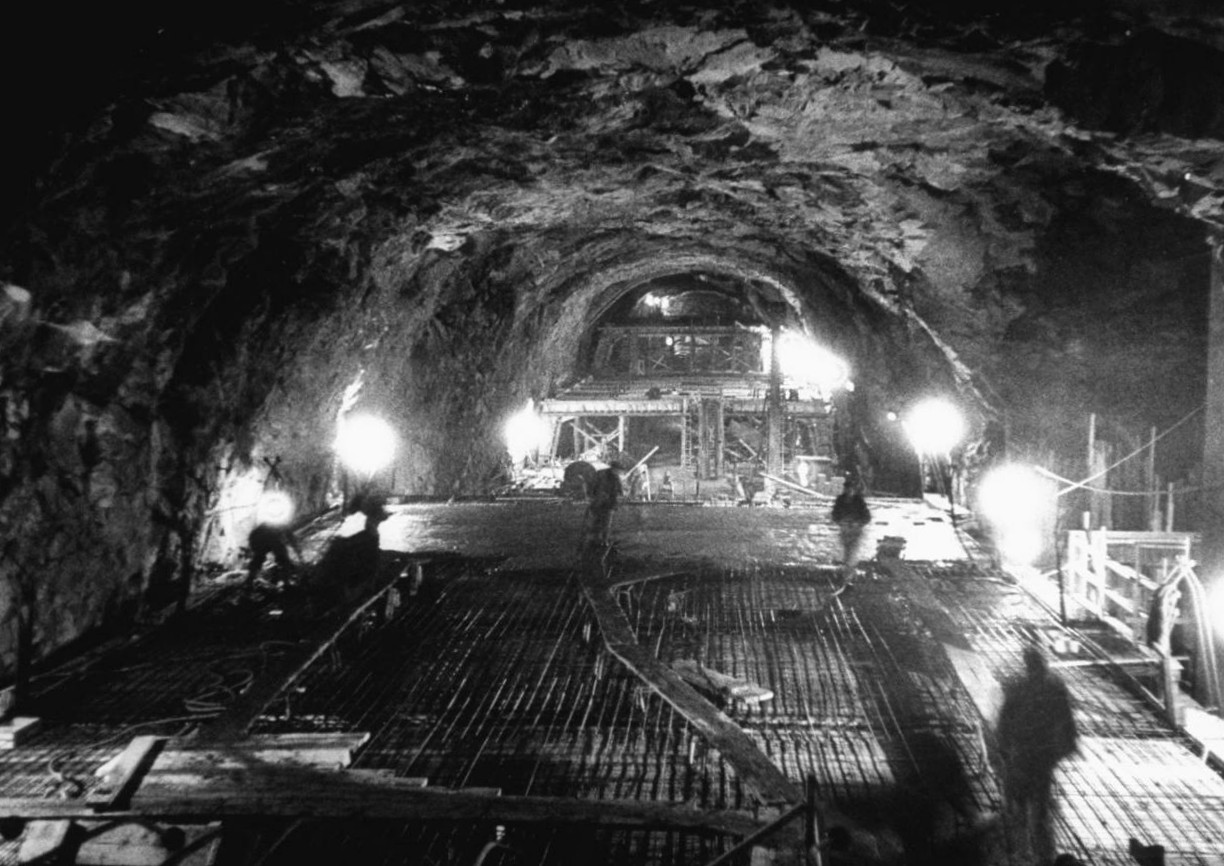
Construction du tunnel principal (1955).
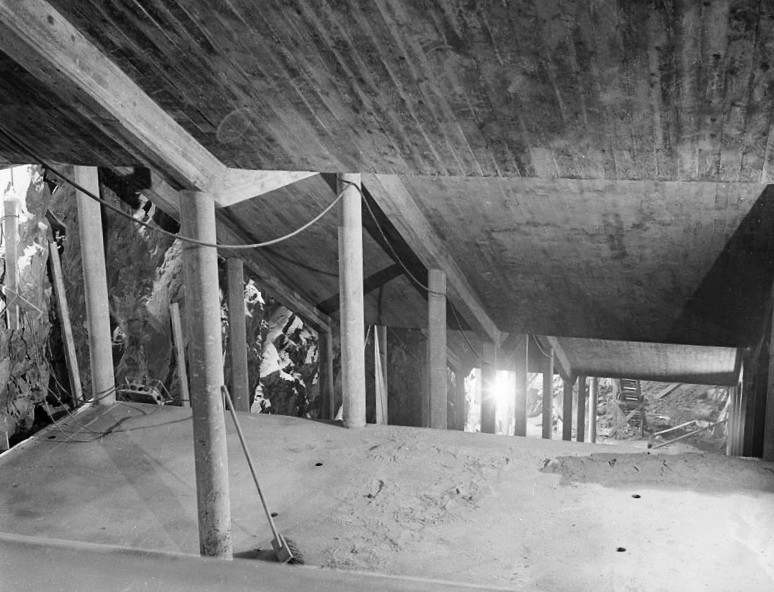
Construction de l'escalier de la rue Högbergsgatan (1955).
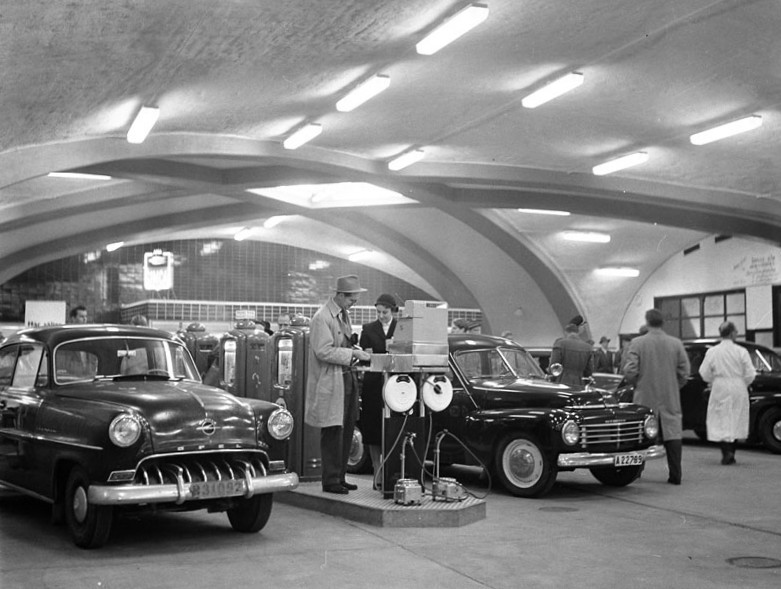
Ouverture de la station-service (1955).

## Description

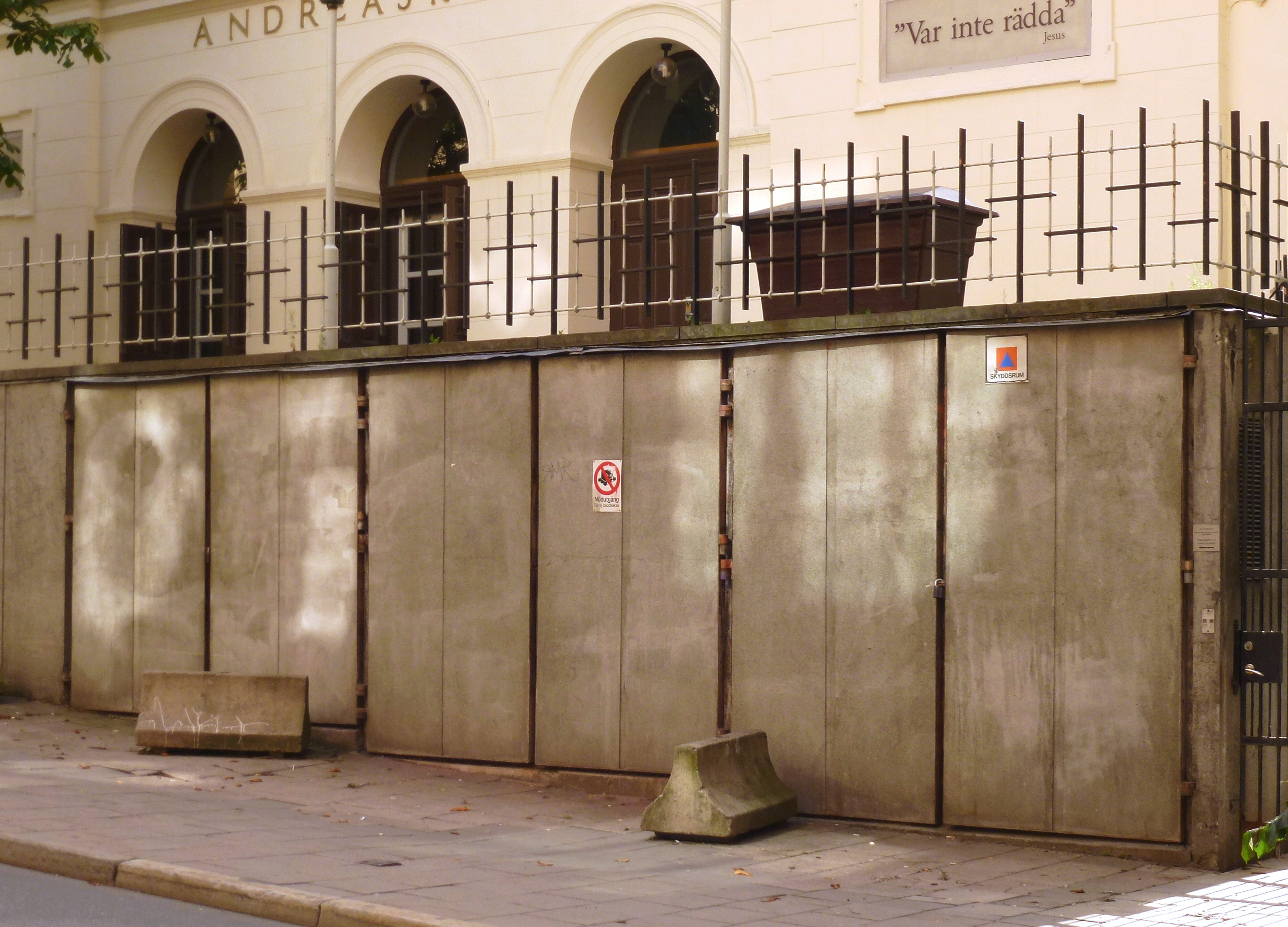
L'accès rue Högbergsgatan.

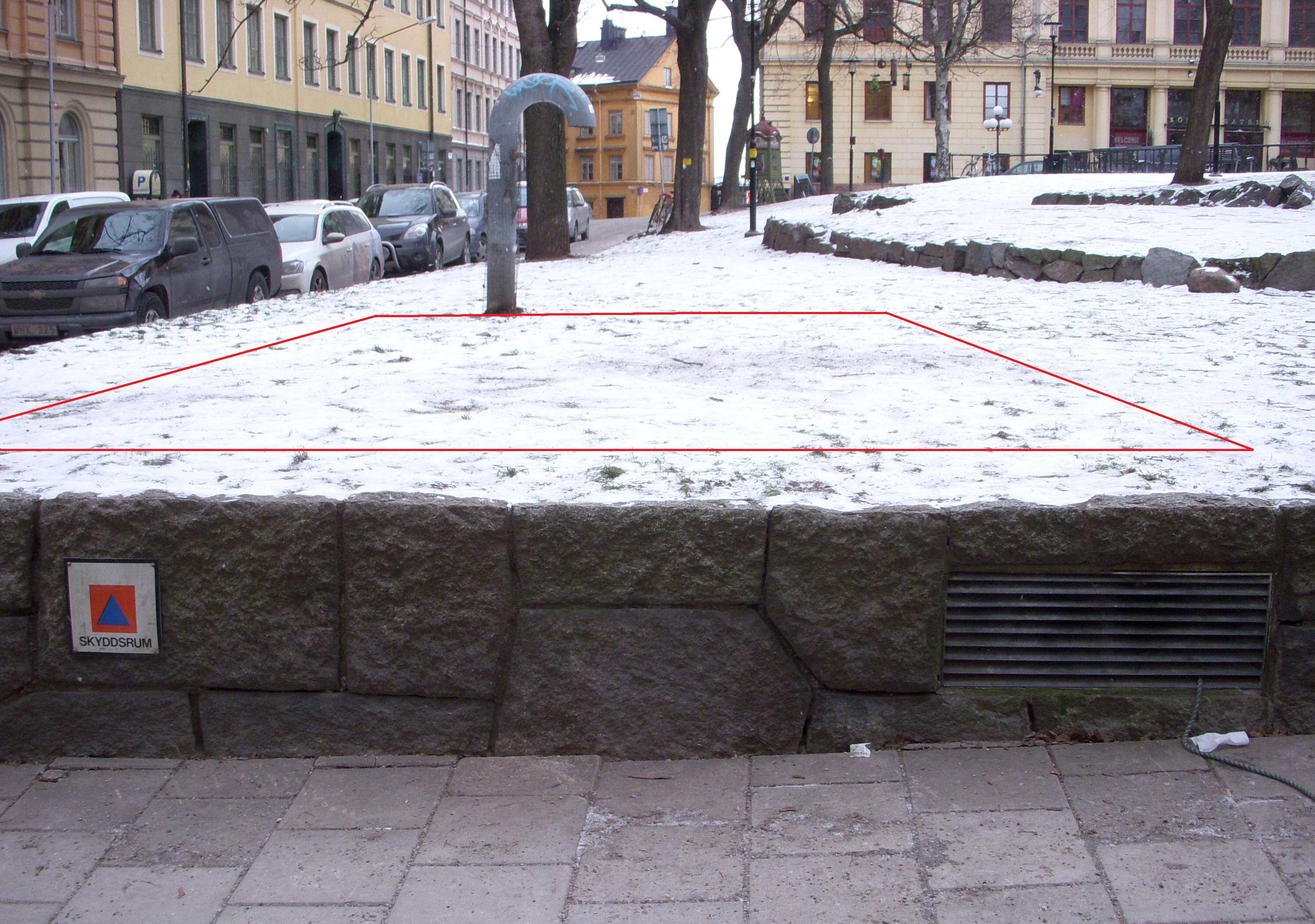
L'accès sous la pelouse de la place Mosebacke torg est marqué en rouge.

L'abri a une superficie totale de 15 900 m2 et peut accueillir environ 20 000 personnes, avec 5 000 couchettes. Conçu par l'architecte Allan Werner, il s'enfonce dans la roche à partir de la rue Katarinavägen et s'étend sous la place Mosebacke torg jusqu'au jardin de Björn (suédois : Björns trädgård). On compte 11 voies d'accès différentes. Les deux principales rejoignent les rues Katarinavägen et Tjärhovsgatan. Une entrée est également dissimulée derrière trois doubles portes en béton situées au numéro 31 de la rue Högbergsgatan, sous l'église Andreas. Au milieu de la place Mosebacke torg, l'escalier d'accès est quant à lui caché sous la pelouse - on ne remarque en temps normal qu'un tuyau de ventilation, une grille d'aération et le sigle orange et bleu des abris antiatomiques suédois (voir photographie ci-contre à droite).
En cas de menace imminente, six portes anti-explosions pesant chacune 51 400 kg peuvent être refermées à l'aide de moteurs électriques, de façon à protéger l'abri du monde extérieur. Ce mécanisme a été rénové en 1989 et fonctionnait toujours en 2012. L'abri est aussi équipé d'une centrale électrique de réserve composée de sept moteurs diesel pour une puissance de 750 000 watts. Pour maintenir une température supportable même en présence de milliers de personnes, on a construit de puissants climatiseurs reliés à des bassins pouvant contenir 200 tonnes de glace, et un vaste réseau de renouvellement d'air. Parmi les autres équipements, on remarque une salle de décontamination pour l'élimination des retombées radioactives et – à l'origine – 250 toilettes à eau, remplacées dans les années 1980 par des toilettes sèches.
Le site dispose de plusieurs circuits d'eau indépendants : réseau communal, eau potable puisée dans les nappes souterraines et eau non-potable provenant des bassins de climatisation, destinée à la toilette. Le tout est alimenté et contrôlé par deux salles de machines sur trois niveaux, également creusées dans la roche. Le parking souterrain peut être converti en abri antiatomique en moins de 48 heures.
Depuis 1957, l'abri est utilisé uniquement comme parking souterrain d'une capacité de 550 places, avec une station-service à l'entrée rue Katarinavägen. Le parking est aussi accessible depuis la rue Tjärhovsgatan. En 2009, la concession qui liait OKQ8 à la ville de Stockholm a pris fin, et c'est depuis lors la ville elle-même (via l'entreprise communale Stockholm parkering) qui assure la gestion du parking, tandis qu'OKQ8 reste le gérant de la station-service.

### Photographies contemporaines

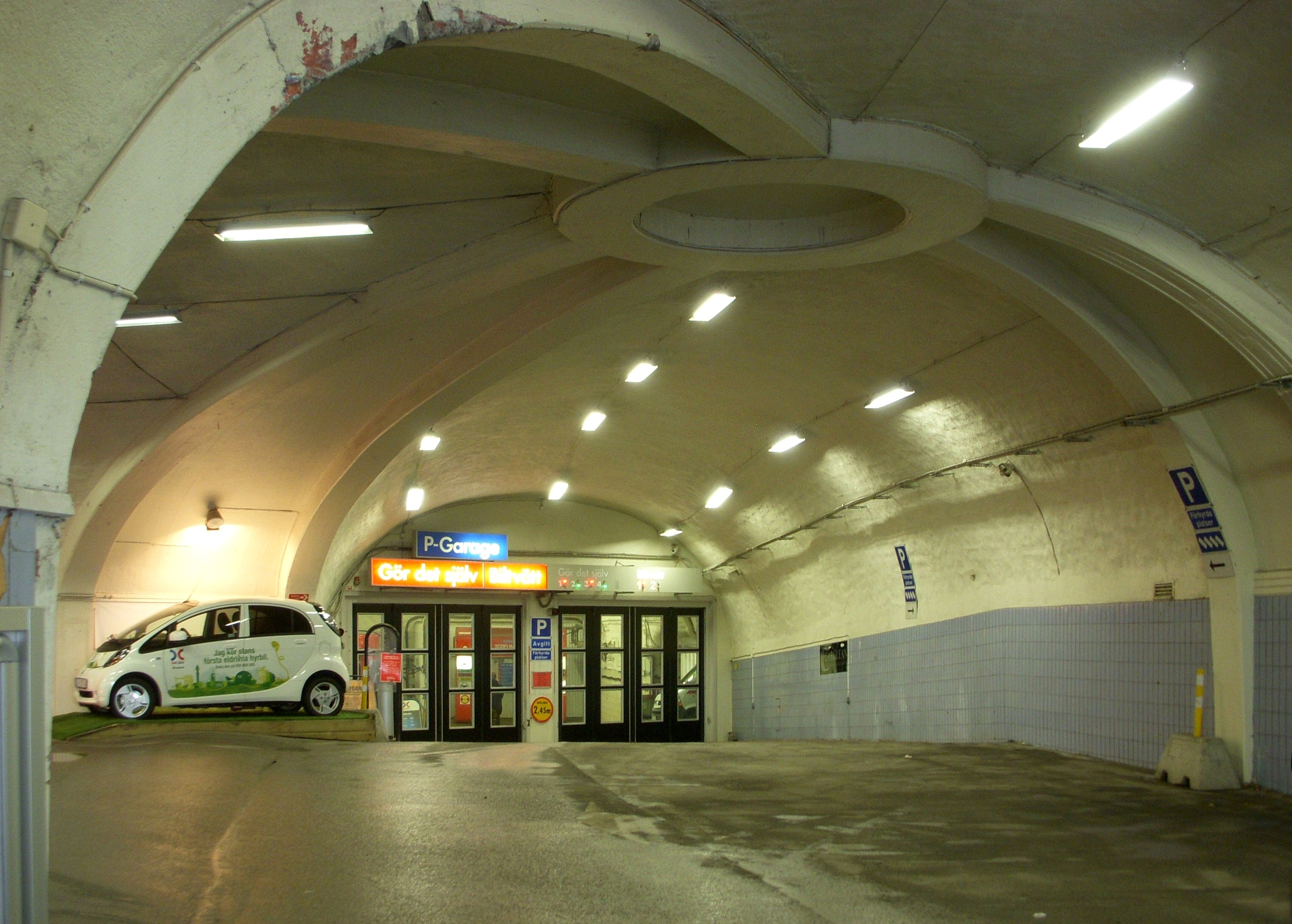
Entrée rue Katarinavägen.
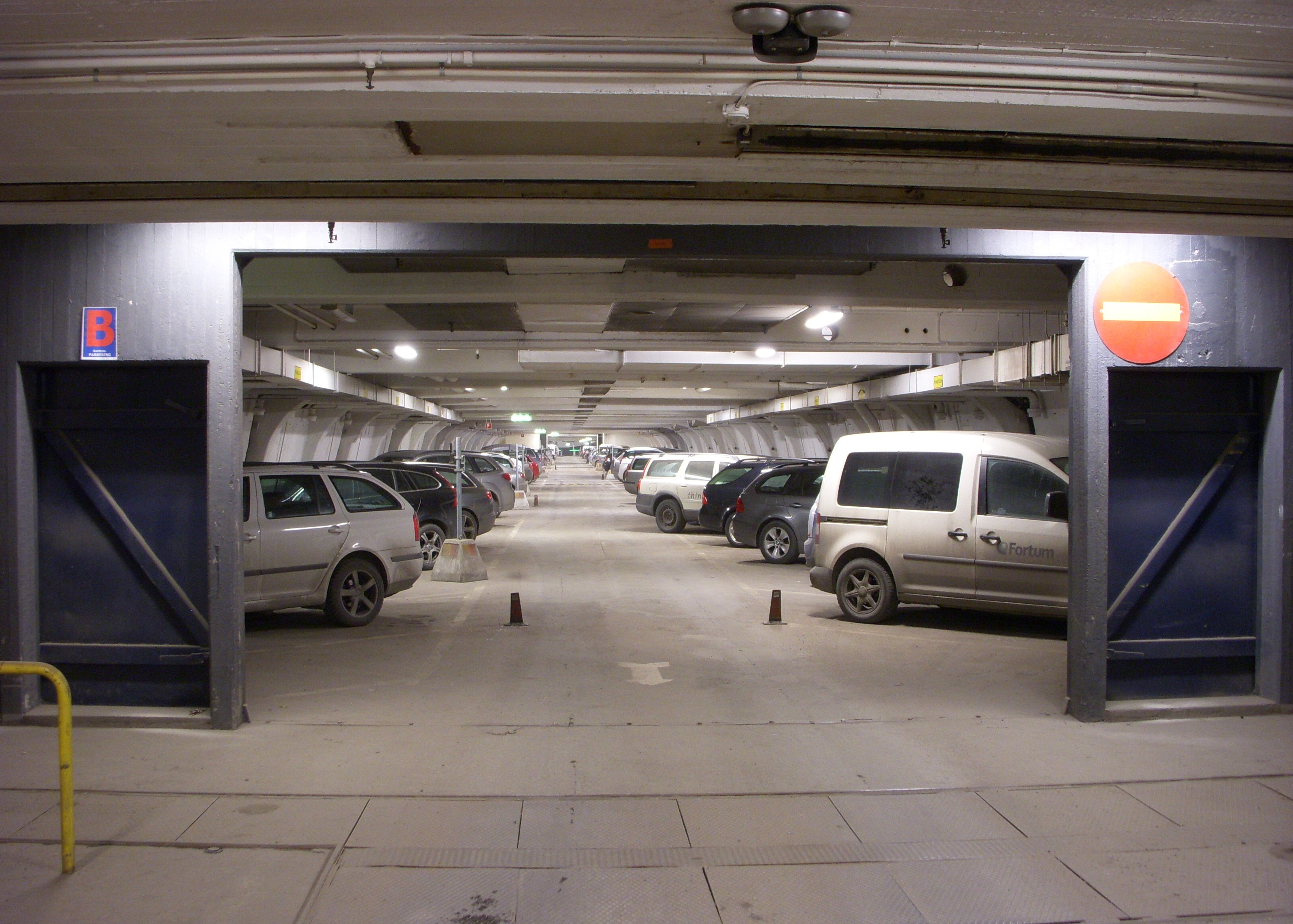
Niveau inférieur.
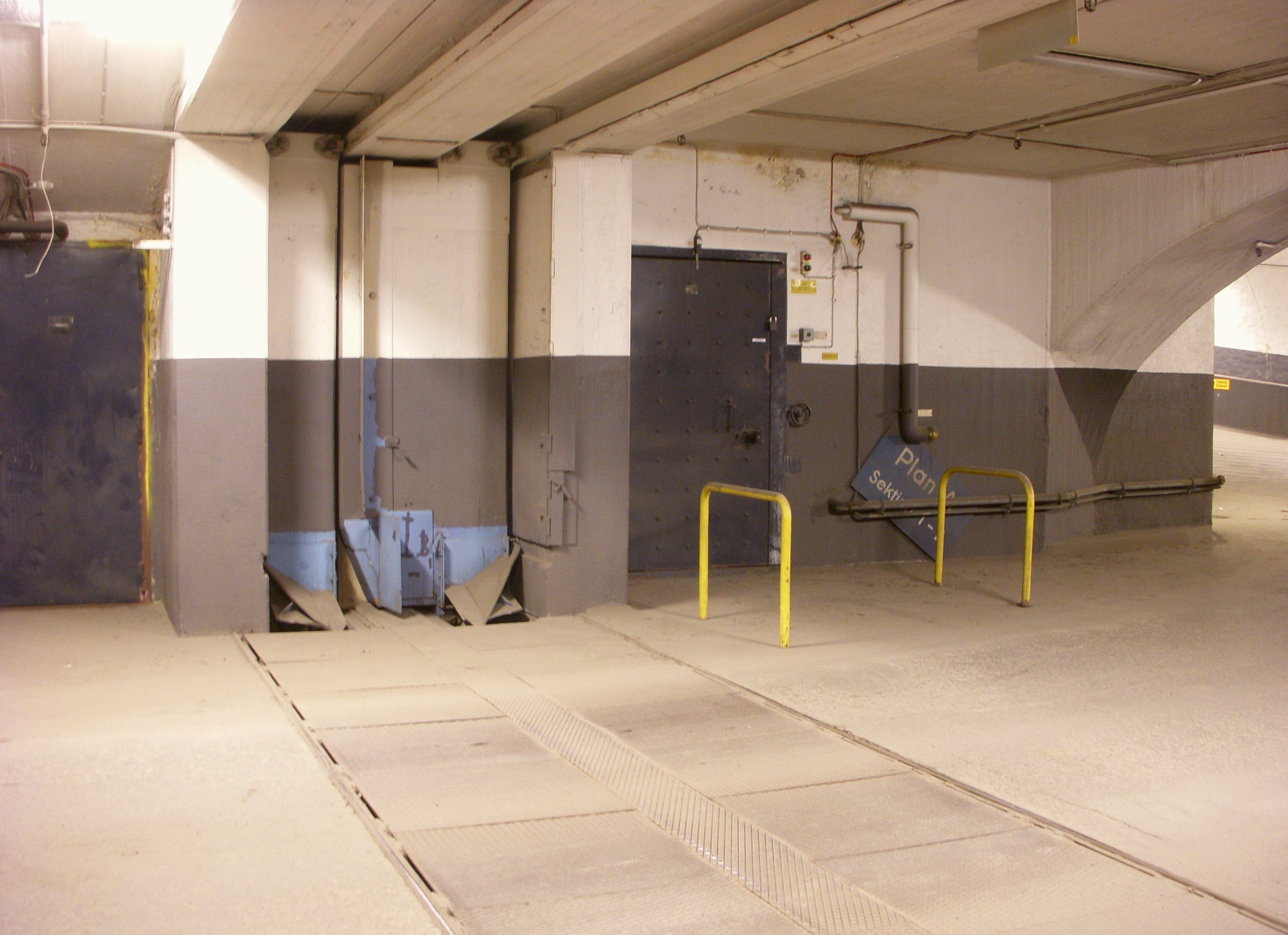
Porte antidéflagration.
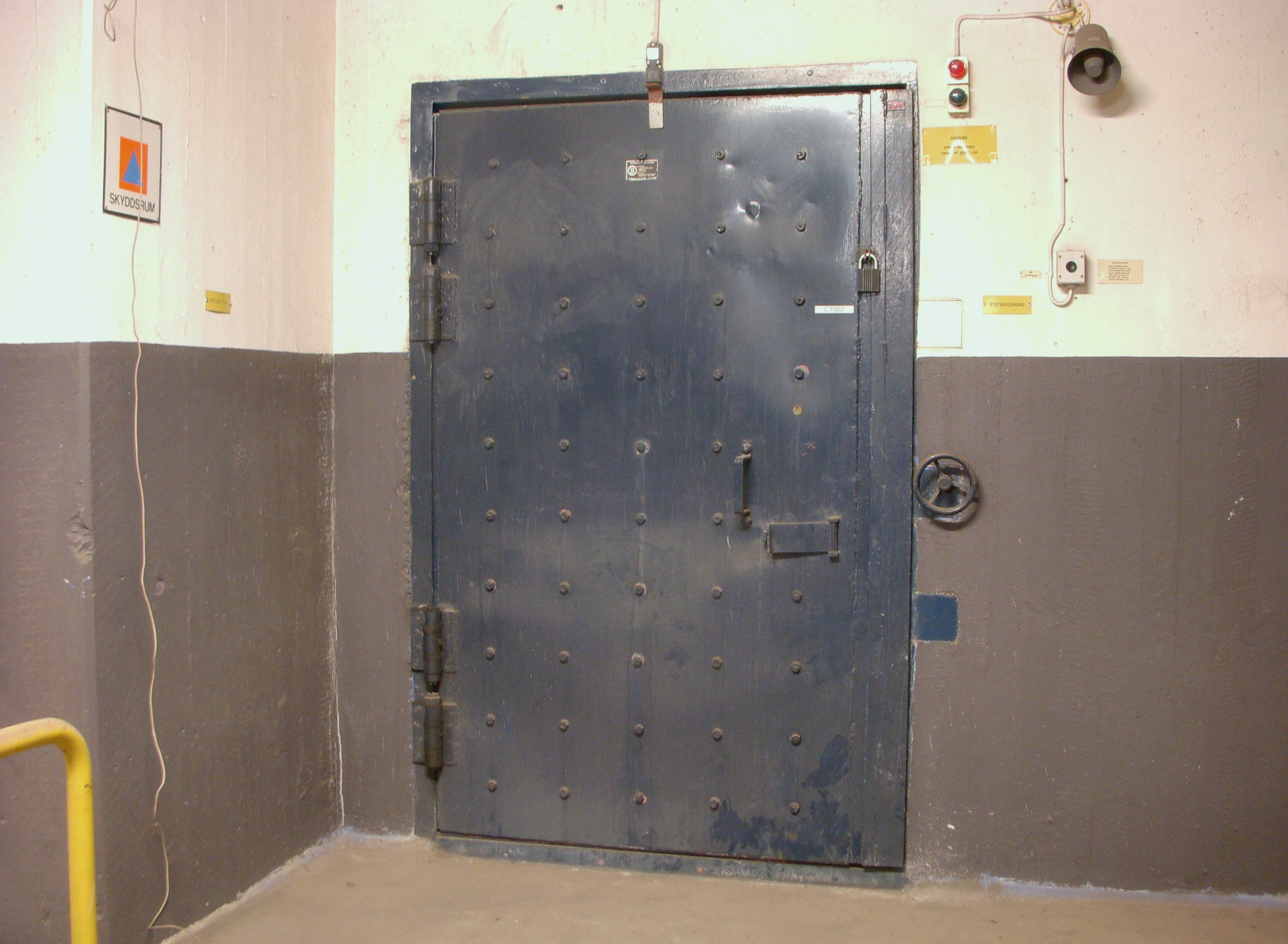
Porte anti-onde de choc.

- Eau potable.
- Climatiseur.
- Haut-parleurs.
- Volant.